# Helmut Zyla
Helmut Zyla (* 16. November 1952 in Bochum; † 1. Februar 2016 in Gelsenkirchen) war ein deutscher Fußballspieler.
Zyla begann seine Karriere bei Rot-Weiß Leithe (Bochum). In der Regionalligasaison 1973/74 wurde Zyla mit seinem Arbeitgeber SG Wattenscheid 09 Meister der Weststaffel der Regionalliga. In der anschließenden Aufstiegsrunde setzte sich die SG nicht durch. Bis 1982 spielte Zyla, dessen Spitzname „Löwe“ war, mit Wattenscheid in der neu eingeführten 2. Bundesliga. Dort bestritt er insgesamt 225 Spiele und erzielte in dieser Zeit acht Tore.
Nach dem Ende seiner Karriere ließ sich Helmut Zyla zum Lehrer ausbilden. Ab dem Schuljahr 2010/11 unterrichtete er Sport, Mathematik und Geschichte an der Montanusschule in Hückeswagen. Nachdem sich sein Gesundheitszustand über Jahre hinweg verschlechtert hatte, starb Helmut Zyla am 1. Februar 2016 in Gelsenkirchen und wurde auf dem dortigen Westfriedhof beigesetzt.